# William Liller
William Liller, född 1 april 1927 i Philadelphia, död 28 februari 2021 i Viña del Mar i Chile, var en amerikansk astronom.
Han upptäckte den klotformade stjärnhopen Liller 1 och flera novor.
1988 upptäckte han den icke-periodiska kometen C/1988 A1.
Minor Planet Center listar honom som W. Liller och som upptäckare av 2 asteroider.
Asteroiden 3222 Liller är uppkallad efter honom.

## Asteroider upptäckta av William Liller
| 2449 Kenos | 8 april 1978    |
| 3040 Kozai | 23 januari 1979 |